# Kölner Brauhauswanderweg

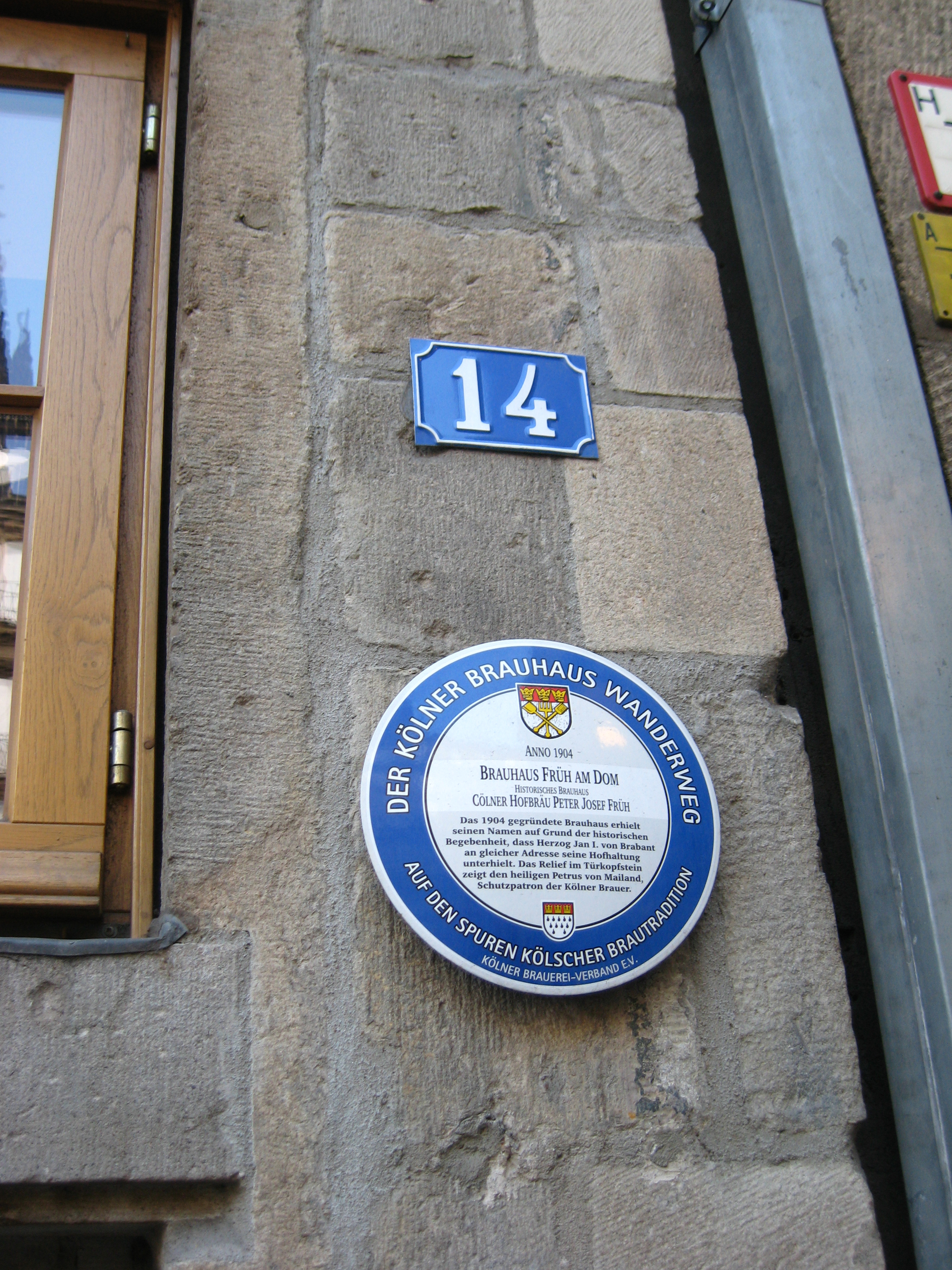
Ein offizielles Schild des Kölner Brauhauswanderwegs

Der Kölner Brauhauswanderweg ist ein beschilderter Fußweg sowie eine geführte Wanderung, die – vorbei an historischen Plätzen, Kirchen und anderen geschichtsträchtigen Sehenswürdigkeiten der Kölner Innenstadt – zu alteingesessenen Bier- und Brauhäusern führt.

## Geschichte
Der Kölner Brauer Hans Sion (1911–1998), die von ihm gegründete Hans-Sion-Stiftung sowie der Schriftsteller Franz Mathar initiierten im Jahr 1997 den Kölner Brauhauswanderwegs, den seitdem viele tausend Kölner und auswärtige Gäste gewandert sind. Die Absicht war es, Touristen und Einheimischen die Historie zahlreicher Sehenswürdigkeiten Kölns während eines geführten „feucht-fröhlichen“ Stadtspaziergangs zu erläutern – und währenddessen in alteingesessenen Bier- und Brauhäusern Station zu machen, um das dortige  Kölsch zu verkosten und um vor Ort Informationen über die „kölsche Brauhaus-Kultur“ zu vermitteln. Der Kölner Brauhauswanderweg wird heute als Führung oder individuelle Wanderung vom Kölner Brauerei-Verband angeboten.

## Stationen

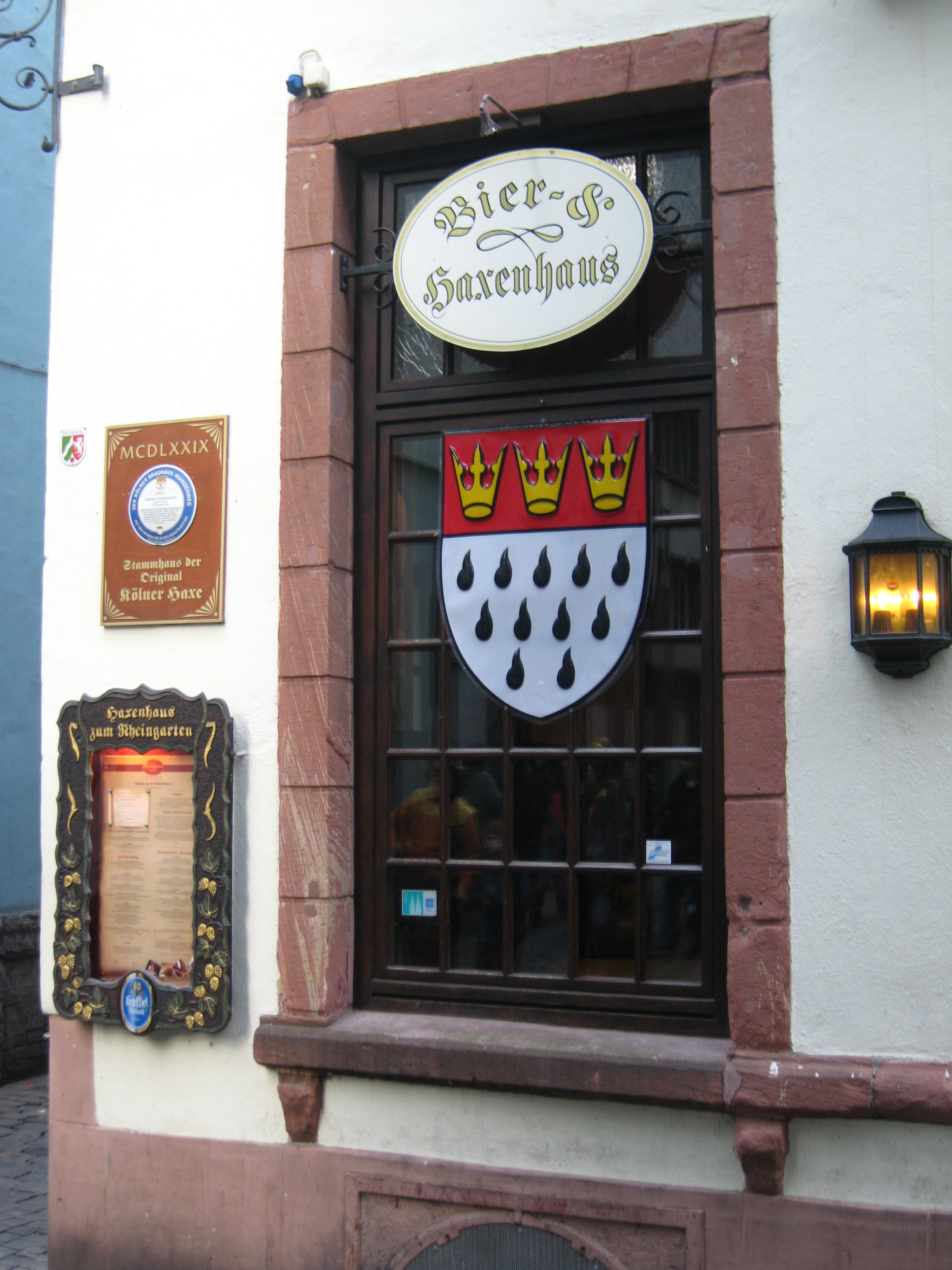
Die „Station“ Haxenhaus zum Rheingarten

Der Kölner Brauhauswanderweg führt unter anderem über die Römerstraße und den Roncalliplatz, vorbei am Kölner Dom, der romanischen Kirche Sankt Andreas, dem Heinzelmännchenbrunnen und dem historischen Kölner Rathaus, über den Altermarkt und Fischmarkt, die Salzgasse und den Eisenmarkt, zu folgenden 10 historischen Bier- und Brauhäusern:
1. Brauhaus Sion
2. Brauhaus Gaffel am Dom (im Deichmannhaus)
3. Brauhaus Früh am Dom
4. Peters Brauhaus
5. Gaffel Haus
6. Haxenhaus zum Rheingarten
7. Brauhaus Sünner im Walfisch
8. Bierhaus en d’r Salzgass
9. Brauhaus Gilden im Zims
10. Brauerei und Brauhaus zur Malzmühle